# La hija del gigante helado
La hija del gigante helado (titulado originalmente en inglés The Frost-Giant's Daughter) es un relato de espada y brujería del escritor estadounidense Robert E. Howard, protagonizado por su personaje de ficción Conan el Bárbaro.

## Trama
Un joven Conan se encuentra sirviendo como mercenario en las tierras nevadas de Nordheim  al norte de Cimmeria, tierra natal de Conan. Este último está en ese momento al servicio de los aesir, una raza de germanos primitivos de cabello rubio que, siguiendo la ficción de Howard, inspiró la leyenda de los dioses homónimos de la mitología germana. Los aesir están en guerra contra los pelirrojos vanir que, nuevamente según la ficción howardiana, inspiraron a los dioses del mismo nombre.
Una vez terminada la sangrienta batalla Conan se encuentra en un campo repleto de cadáveres y observa a una joven bellísima, a penas vestida con un velo tan fino que éste no puede haber sido tejido por manos humanas. La mujer, de una belleza sobrenatural, despierta tal lujuria en Conan que éste intenta violarla. La muchacha huye de él y ambos se sumen en una larga persecución, hasta una emboscada en la que los hermanos de la joven, dos gigantes de hielo, tratan de matar a Conan, pero éste los ultima primero. Entonces ella, constatando que la emboscada ha fracasado y viéndose sola frente al guerrero cimerio, empieza a correr de nuevo, aunque esta vez lo hace verdaderamente por evitar caer entre sus brazos. Conan acaba por atraparla pero ella pide ayuda a su padre, el dios Ymir, quien la hace desaparecer en medio de un relámpago que deja inconsciente al bárbaro .
A Conan lo despiertan sus compañeros de batalla, los guerreros aesir, quienes han seguido sus huellas en la nieve, pero sin descubrir las huellas de nadie más. El cimmerio cuenta su extraña vivencia a sus hermanos de armas pero ninguno de ellos le cree, ninguno excepto un viejo y experimentado guerrero, quien asegura que la muchacha descrita por Conan es Atali, la hija del dios Ymir. Nadie cree tampoco entonces ni en el relato de Conan ni en la explicación del guerrero veterano. Sin embargo, en ese momento, y no sin la sorpresa de todos, Conan se percata que su mano izquierda aferra todavía el magnífico velo que le arrancó a la chica mientras estaba forcejeando con ella.

## Adaptaciones
La primera adaptación en cómic de este relato fue la que Marvel Comics publicó, con el mismo título, The Frost-Giant's Daughter, en mayo de 1971 en el número 1 de la colección Savage Tales (con guion de Roy Thomas y dibujos de Barry Windsor-Smith), fue reeditada en julio de 1972 en el número 16 de la colección Conan the Barbarian, con algunas modificaciones como la primera página para añadir el título. La primera traducción al castellano de esta historieta, aunque sin título, fue publicada por Ediciones Vértice en el número 8 de su propia versión de la colección Conan el Bárbaro, en 1973. La editorial Bruguera la reeditó en junio de 1982 en el número 19 de su colección Pocket de Ases, esta vez con el título La hija del gigante helado. Planeta la reeditó con el título La hija del gigante de hielo y más tarde Forum, de nuevo con el título La hija del gigante helado.